# Easy Cheese

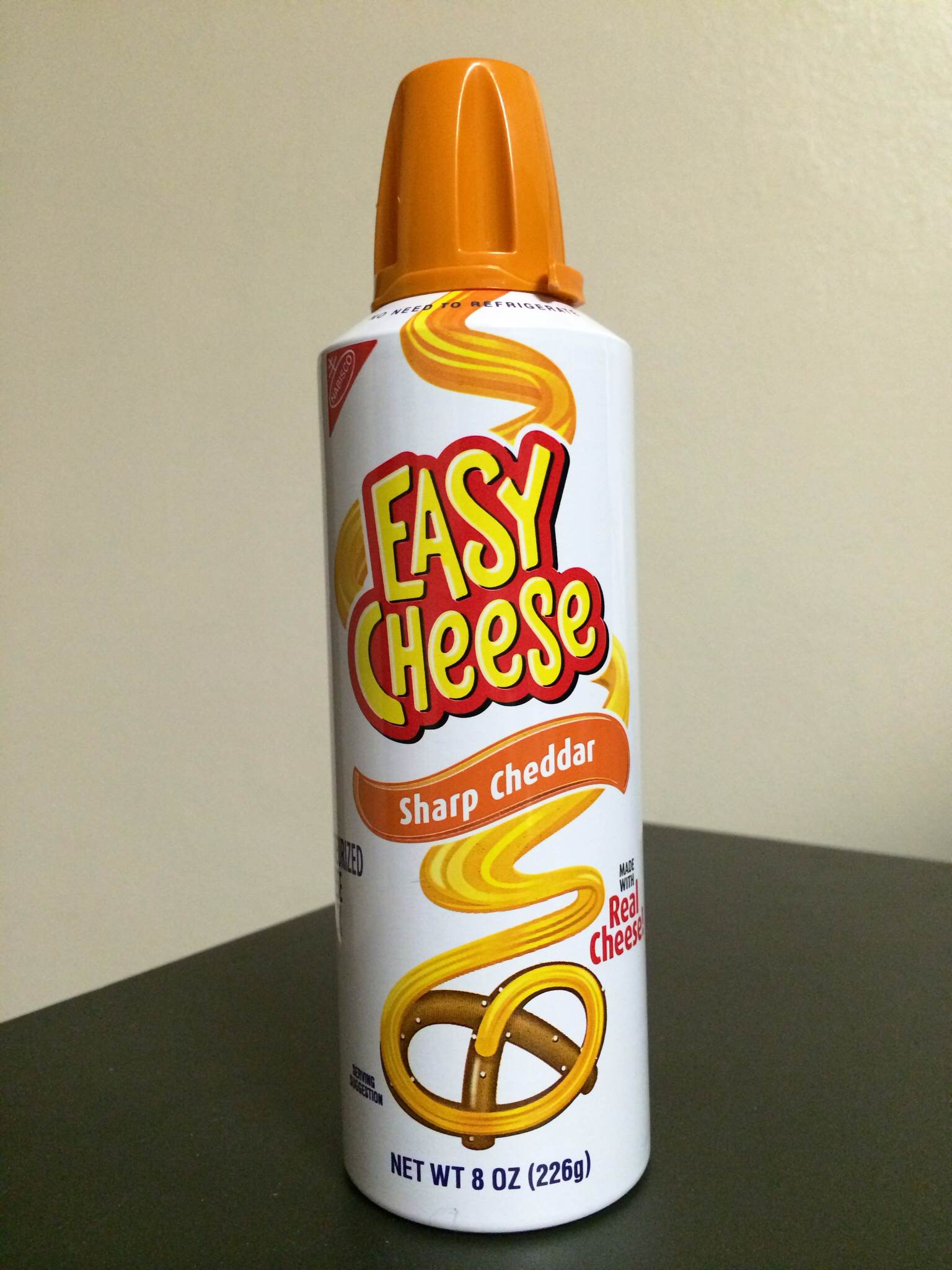
Una lata de spray cheese

Easy Cheese es una marca registrada de un queso procesado norteamericano distribuido por la compañía Mondelēz International, suele comercializarse en forma de queso en aerosol o spray cheese el envase permite hacer más fácil la forma de servir queso sobre ciertos alimentos. 

## Historia
La marca Easy Cheese fue originariamente comercializada por Nabisco en 1966 bajo la denominación Snack Mate. Tras la fusión con la compañía Kraft en el año 1988, y el producto fue renombrado como Easy Cheese. Este tipo de queso procesado se vende en Estados Unidos, donde suele emplearse sobre crackers. Los Ritz Crackers en particular. La empresa Nabisco permaneció hasta el año 2001.

## Características
Se comercializa bajo diversos sabores, incluyendo el American cheese, cheddar suave y picante, queso suizo, nacho, y bacon & cheddar. El sabor bacon & cheddar contiene trozos de bacon.